# Convento dei Cappuccini (Militello in Val di Catania)
Il convento dei Cappuccini è un complesso religioso situato a Miltello in Val di Catania, in provincia di Catania.

## Storia
Nel Capitolo provinciale del 1574 venne designata la città di Militello quale luogo dove far sorgere una nuova presenza conventuale; i lavori per l'edificazione del convento iniziarono nel 1575. Costruito grazie alla munificenza dei Marchesi di Militello, l'edificio sorse accanto alla preesistente chiesa dedicata alla Madonna degli Infermi (o Santa Maria degli Infermi).
La chiesa, crollata nel 1582, venne riedificata e ultimata nel 1612.
Il disastroso sisma del 1693, che colpì il Val di Noto, distrusse l'intero complesso, che venne presto ripristinato; nel 1709 il convento era già stato ultimato, mentre la chiesa venne completata e consacrata nel 1750, col nuovo titolo di Santa Maria degli Angeli.
Espropriato, nel 1866, a causa della soppressione degli ordini religiosi, fu ricomprato dai frati nel 1881.
In virtù della sua capienza, il convento, in più occasioni venne scelto per la celebrazione dei capitoli provinciali e come luogo di formazione (noviziato e studentato).
A causa della penuria di vocazioni, è stato chiuso negli anni '80.

## Descrizione
Il prospetto della chiesa è a capanna, con il frontone interrotto da un campanile di piccole dimensioni. Il portale d’ingresso, riprende il motivo delle lesene laterali, con trabeazione intercalata da triglifi e al centro sormontata da una lapide.
Al suo interno, la chiesa, si presenta a navata unica, con sei altari minori, delineati da archi a tutto sesto con chiave fregiata.
L'altare maggiore possiede, nella parete frontale, un poderoso e ricchissimo apparato ligneo, splendida opera dell'arte ebanistica cappuccina del XVIII secolo.
Il grande apparato ospita e fa da cornice alle sette tele del polittico, al centro del quale possiamo apprezzare il pregiato dipinto raffigurante Santa Maria degli Angeli e santi (1612), opera del pittore manierista Filippo Paladini. Ai lati, due tele più piccole, con San Michele Arcangelo, a sinistra e San Raffaele o Angelo Custode, a destra; in appendice i piccoli dipinti raffiguranti San Pietro e San Paolo. In cima, al di sopra della tela centrale, il consueto dipinto raffigurante Dio Padre; tutte opere di autori ignoti del XVIII secolo.
Tra le altre opere d'arte, degne di nota, che qui si conservano, ricordiamo: il reliquiario ligneo, del 1777, nascosto dietro la tela del Paladini, contenente 440 reliquie di santi; le tele degli altari minori, raffiguranti la Madonna degli Ammalati con San Francesco e Sant'Antonio di Padova, opera del pittore Vincenzo Provenzani (figlio del più noto Domenico), la Madonna con Bambino e San Felice da Cantalice, la Madonna con Bambino e santi (tutte opere di autori ignoti); il crocifisso ligneo con, ai lati, i dipinti dell'Addolorata e San Giovanni.
Infine, nel convento sono presenti alcuni affreschi attribuiti al cappuccino Bernardo da Palermo e un'Annunciazione nell'ex refettorio.